# Louis II de Looz
Pour les articles homonymes, voir Louis II.
Louis II de Looz, mort empoisonné le 29 juillet 1218, fut comte de Looz de 1191 à 1218. Il était fils de Gérard II, comte de Looz, et d'Adélaïde de Gueldre.

## Biographie
Il combat Henri Ier, duc de Brabant à propos de la succession de son parent Albert II, comte de Moha, sur les villes de Maestricht et de Saint-Trond. Il obtient les droits sur les deux villes, parce qu'il est régent du comté de Duras.
En 1203 il épouse Ada, Aïde ou Ide, héritière du comté de Hollande (1188 † 1223). Le couple n'a pas d'enfants. 
Louis lutte contre son oncle Guillaume qui cherchait à s'emparer de la Hollande. À ses débuts la guerre civile semblait d'abord être favorable à Louis, qui contrôlait les rebelles dans Kennemerland. Cependant, Guillaume retînt prisonnière  sa femme Ada d'abord enfermée dans le château de Leyde puis transportée vers l'Angleterre après. Guillaume finit par être victorieux, poussant Louis à lever contre ses ennemis hollandais entre autres le diocèse d'Utrecht, la Flandre, le Limbourg et diocèse de Liège. Cela n'est qu'un contretemps pour Guillaume, qui grâce au soutien des Zélandais a vaincu Louis à Leyde en 1205. Incapable de mobiliser des ressources financières et des troupes combattantes, Louis et Ada sont vaincus et doivent renoncer au comté de Hollande en 1207, concluant finalement une paix avec Guillaume.
Pour pouvoir se croiser, Louis qui n'a pas les moyens de lever assez de troupes doit emprunter à l'abbaye de Herkenrode. Il promet ,en échange des 400 mark liégeoises qui il avait empruntés à l'abbaye pour aller en Terre Sainte, le produit de la dîme de Hasselt, Kermt, Kuringen et Stokrooie. Il donna finalement ces droits en pleine propriété à l'abbaye sur son lit de mort.
Louis II soutient Hugues de Pierrepont, prince-évêque de Liège et l'aide à remporter la bataille de Steppes en 1213. Il meurt empoisonné en 1218, sans avoir eu d'enfants. Les fils de Gérard, son frère cadet, étant trop jeune, le comté revint à son second frère, Henri.